# IC 5257
IC 5257 је спирална галаксија у сазвјежђу Индијанац која се налази на листи објеката дубоког неба у Индекс каталогу.
Деклинација објекта је - 67° 25' 9" а ректасцензија 22h 52m 16,4s. Привидна величина (магнитуда) објекта IC 5257 износи 14,5 а фотографска магнитуда 15,2. IC 5257 је још познат и под ознакама ESO 76-29, FAIR 199, IRAS 22489-6741, PGC 69885.